# Марк (Святогоров)
Иеромона́х Марк (в миру Па́вел Влади́мирович Святого́ров; 17 ноября 1980, Кемерово) — иеромонах Русской Православный Церкви. Клирик Свято-Троицкой Александро-Невской лавры.
Тезоименитство — 19 января/1 февраля (святителя Марка Ефесского).

## Биография
В период обучения в школе нёс послушание старшего пономаря прихода в честь иконы Божией Матери «Знамение» в Кемерове и иподиакона архиепископа Кемеровского Софрония (Будько).
В 1998 году окончил среднюю общеобразовательную школу и поступил в Московскую духовную семинарию, которую окончил в 2003 году. В том же году поступил в Московскую духовную академию.
В период обучения в Московских духовных школах нёс послушание певчего братского хора; помощника келаря объединённого хозяйства Московской духовной академии и Троице-Сергиевой лавры; помощника проректора по воспитательной работе.
С 2005 по 2006 год, будучи студентом академии, нёс послушание личного секретаря и иподиакона епископа Прокопьевского Амвросия (Ермакова). В это же время преподавал церковное право и общую церковную историю в Кемеровском духовном училище.
В 2006 году окончил Московскую духовную академию.
С 2006 по 2007 год являлся помощником проректора Московской духовной академии по воспитательной работе.
23 марта 2007 года в Покровском академическом храме ректором Московской духовной академии и семинарии архиепископом Верейским Евгением (Решетниковым) был пострижен в монашество с именем Марк в честь святителя Марка Ефесского.
15 апреля 2007 года рукоположён в сан иеродиакона тем же владыкой, после чего был штатным диаконом Покровского академического храма.
C октября 2007 года трудился референтом ректора Московской духовной академии и семинарии.
В 2008 году награждён губернатором Кемеровской области Аманом Тулеевым медалью «За служение Кузбассу».
В сентябре 2009 года переведён на должность специалиста службы протокола патриарха Московского и всея Руси Кирилла. До мая 2011 года являлся помощником руководителя административного секретариата.
28 марта 2010 года в кафедральном соборном храме Христа Спасителя патриархом Московским и всея Руси Кириллом рукоположён в сан иеромонаха.
17 апреля 2011 года патриархом Кириллом удостоен права ношения наперсного креста.
30 мая 2011 года решением Священного синода был направлен в распоряжение епископа Корсунского Нестора (Сиротенко). По прибытии в Париж назначен исполняющим обязанности настоятеля Трёхсвятительского кафедрального храма.
В июне 2012 года решением епископа Корсунского Нестора назначен духовником Парижской духовной семинарии.
25 июля 2014 года решением Священного синода Русской православной церкви освобождён от должности клирика Корсунской епархии в связи с окончанием срока командировки и направлен в распоряжение митрополита Кемеровского и Прокопьевского Аристарха.
С июля 2014 по январь 2015 года являлся ключарём Знаменского кафедрального собора города Кемерово.
17 января 2015 года принят в клир Санкт-Петербургской епархии и назначен клириком храма святого Иоанна Богослова Санкт-Петербургской духовной академии и старшим помощником проректора по воспитательной работе Санкт-Петербургской православной духовной академии. 15 июля того же года назначен проректором по воспитательной работе Санкт-Петербургской духовной академии.
Занимал эту должность до августа 2018 года, так как в соответствии с пунктом 3.4.3 Устава Духовных академий первый проректор, проректоры по учебной, воспитательной, научно-богословской работе, а также секретарь учёного совета и некоторые иные должностные лица назначаются патриархом Московским и всея Руси на срок действия полномочий ректора академии.
10 сентября 2018 года назначен исполняющим обязанности проректора по воспитательной работе Московской духовной академии.
19 октября 2019 года освобождён от должности проректора по воспитательной работе Московской духовной академии и назначен исполняющим обязанности проректора Сретенской духовной семинарии.
С 7 сентября 2022 года — клирик Свято-Троицкой Александро-Невской лавры.

## Публикации
- Юридические фикции и презумпции в церковном судопроизводстве (по Положению о Церковном суде 2008 г.) // Христианское чтение. 2018. — № 1. — С. 125—133. (в соавторстве с Н. А. Тарнакиным)
- Роль и значение презумпции невиновности в светском и церковном суде // Вестник Исторического общества. 2019. — № 1 (3). — С. 153—158